# Quan hệ phản đối xứng
| \| \| Đối xứng \| Phản đối xứng \| Toàn phần \| Lập tốt \| Có nối \| Có gặp \| \| Quan hệ tương đương \| ✓ \| ✗ \| ✗ \| ✗ \| ✗ \| ✗ \| \| Tiền thứ tự (giả thứ tự) \| ✗ \| ✗ \| ✗ \| ✗ \| ✗ \| ✗ \| \| Thứ tự riêng phần \| ✗ \| ✓ \| ✗ \| ✗ \| ✗ \| ✗ \| \| Tiền thứ tự toàn phần \| ✗ \| ✗ \| ✓ \| ✗ \| ✗ \| ✗ \| \| Thứ tự toàn phần \| ✗ \| ✓ \| ✓ \| ✗ \| ✗ \| ✗ \| \| Tiền thứ tự tốt \| ✗ \| ✗ \| ✓ \| ✓ \| ✗ \| ✗ \| \| Giả thứ tự tốt \| ✗ \| ✗ \| ✗ \| ✓ \| ✗ \| ✗ \| \| Thứ tự tốt \| ✗ \| ✓ \| ✓ \| ✓ \| ✗ \| ✗ \| \| Dàn \| ✗ \| ✓ \| ✗ \| ✗ \| ✓ \| ✓ \| \| Nửa dàn có nối \| ✗ \| ✓ \| ✗ \| ✗ \| ✓ \| ✗ \| \| Nửa dàn có gặp \| ✗ \| ✓ \| ✗ \| ✗ \| ✗ \| ✓ \| |          |               |           |         |        |        |
| Dấu "✓" chỉ tính chất trong cột đó cần phải có trong định nghĩa của hàng đó. Ví dụ, định nghĩa của quan hệ tương đương buộc nó phải có tính đối xứng. Tất cả định nghĩa đều yêu cầu tính bắc cầu và tính phản xạ. |          |               |           |         |        |        |
| | Đối xứng | Phản đối xứng | Toàn phần | Lập tốt | Có nối | Có gặp |
| Quan hệ tương đương | ✓        | ✗             | ✗         | ✗       | ✗      | ✗      |
| Tiền thứ tự (giả thứ tự) | ✗        | ✗             | ✗         | ✗       | ✗      | ✗      |
| Thứ tự riêng phần | ✗        | ✓             | ✗         | ✗       | ✗      | ✗      |
| Tiền thứ tự toàn phần | ✗        | ✗             | ✓         | ✗       | ✗      | ✗      |
| Thứ tự toàn phần | ✗        | ✓             | ✓         | ✗       | ✗      | ✗      |
| Tiền thứ tự tốt | ✗        | ✗             | ✓         | ✓       | ✗      | ✗      |
| Giả thứ tự tốt | ✗        | ✗             | ✗         | ✓       | ✗      | ✗      |
| Thứ tự tốt | ✗        | ✓             | ✓         | ✓       | ✗      | ✗      |
| Dàn | ✗        | ✓             | ✗         | ✗       | ✓      | ✓      |
| Nửa dàn có nối | ✗        | ✓             | ✗         | ✗       | ✓      | ✗      |
| Nửa dàn có gặp | ✗        | ✓             | ✗         | ✗       | ✗      | ✓      |

Trong toán học, quan hệ hai ngôi {\displaystyle R} trên tập hợp {\displaystyle X} được gọi là phản đối xứng (hay phản xứng) nếu không có cặp phần tử phân biệt của {\displaystyle X} sao cho mỗi cái trong cặp có quan hệ {\displaystyle R} với cái còn lại. Nói chặt chẽ hơn, {\displaystyle R} phản đối xứng nếu với mọi {\displaystyle a,b\in X,}
{\displaystyle {\text{nếu }}\,aRb\,{\text{ và }}\,a\neq b\,{\text{ thì }}\,bRa\,{\text{ không đúng}},}
hoặc tương đương,
{\displaystyle {\text{nếu }}\,aRb\,{\text{ và }}\,bRa\,{\text{ thì }}\,a=b.}
Định nghĩa phản đối xứng không nói gì đến việc {\displaystyle aRa} có đúng hay không cho bất kỳ {\displaystyle a}. Quan hệ phản đối xứng {\displaystyle R} trên tập hợp {\displaystyle X} có thể phản xạ (nghĩa là, {\displaystyle aRa} đúng với mọi {\displaystyle a\in X}) hoặc hoàn toàn không phản xạ (nghĩa là, {\displaystyle aRa} sai với mọi {\displaystyle a\in X}), hoặc không phản xạ và cũng không hoàn toàn không phản xạ. Quan hệ được gọi là quan hệ bất đối xứng khi và chỉ khi nó vừa phản đối xứng vừa hoàn toàn không phản xạ.

## Ví dụ
Quan hệ chia hết trên các số tự nhiên là một ví dụ quan trọng về tính phản đối xứng của quan hệ. Trong quan hệ này, cách duy nhất để cả hai số trong cặp chia hết trong cái còn lại là hai số đó phải bằng nhau; nói một cách tương đương nếu {\displaystyle n} và {\displaystyle m} phân biệt và {\displaystyle n} là ước của {\displaystyle m,} thì {\displaystyle m} không thể là ước của {\displaystyle n.}  Ví dụ chẳng hạn, 15 chia hết cho 3, nhưng 3 không chia hết cho 15.
Quan hệ thứ tự thông thường {\displaystyle \,\leq \,} trên tập số thực có tính phản đối xứng: nếu cho hai số thực {\displaystyle x} và {\displaystyle y} mà cả hai bất đẳng thức {\displaystyle x\leq y} và {\displaystyle y\leq x} đều thỏa mãn thì {\displaystyle x} và {\displaystyle y} phải bằng nhau. Tương tự như vậy, thứ tự tập con {\displaystyle \,\subseteq \,} trên tập các tập con của tập cho trước cũng có tính phản đối xứng: cho hai tập hợp {\displaystyle A} và {\displaystyle B,} nếu mọi phần tử thuộc {\displaystyle A} cũng thuộc {\displaystyle B} và ngược lại mọi phần tử thuộc {\displaystyle B} cũng thuộc {\displaystyle A,} thì {\displaystyle A} và {\displaystyle B} phải chứa cùng các phần tử và phải bằng nhau:
{\displaystyle A\subseteq B{\text{ và }}B\subseteq A{\text{ suy ra }}A=B}
Một ví dụ trong đời thực là "trả tiền hóa đơn". Thường thì, một số người sẽ tự trả cho chính mình, và một số khác sẽ trả cho bạn bè hoặc người thân. Nếu giả sử miễn sao không có hai người trả cho nhau thì quan hệ đó sẽ có tính phản đối xứng.

## Tính chất
Thứ tự riêng phần và thứ tự toàn phần đều phản đối xứng theo định nghĩa. Quan hệ có thể vừa đối xứng vừa phản đối xứng (khi đó, nó được gọi là quan hệ đối phản xạ). Song, cũng có quan hệ không đối xứng và cũng không phản đối xứng, ví dụ chẳng hạn: quan hệ "săn thú" trên các loài trong sinh học) .
Quan hệ phản đối xứng khác với quan hệ bất đối xứng: quan hệ bất đối xứng khi và chỉ khi nó phản đối xứng và hoàn toàn không phản xạ.